# Michael Johansen (voetbalscheidsrechter)
Michael Johansen (16 december 1975) is een Deens voormalig voetbalscheidsrechter. Hij was in dienst van FIFA en UEFA tussen 2013 en 2015. Ook leidde hij tussen 2007 en 2019 wedstrijden in de Superligaen.
Op 29 juli 2007 leidde Johansen zijn eerste wedstrijd in de Deense nationale competitie. Tijdens het duel tussen Odense BK en AC Horsens (3–3) trok de leidsman achtmaal de gele kaart. In Europees verband debuteerde hij op 10 juli 2012 tijdens een wedstrijd tussen Portadown en KF Shkendija in de eerste voorronde van de UEFA Europa League; het eindigde in 2–1 en Johansen gaf driemaal een gele kaart. Zijn eerste interland floot hij op 14 augustus 2013, toen Chili met 6–0 won van Irak. Eugenio Mena, Alexis Sánchez, Jean Beausejour (beiden tweemaal) en Ángelo Henríquez scoorden. Tijdens deze wedstrijd hield Johansen zijn kaarten op zak.

## Interlands
| Datum            | Plaats              | Wedstrijd    | Uitslag | Competitie        | Kreeg geel | Kreeg voor de tweede keer geel en dus rood | Weggestuurd |
| ---------------- | ------------------- | ------------ | ------- | ----------------- | ---------- | ------------------------------------------ | ----------- |
| 14 augustus 2013 | Brøndby, Denemarken | Chili – Irak | 6 – 0   | Vriendschappelijk | 0          | 0                                          | 0           |